# Scott Tucker (Schwimmer)
Scott Eric Tucker (* 18. Februar 1976 in Birmingham, Alabama) ist ein ehemaliger Schwimmer aus den Vereinigten Staaten, der je eine olympische Gold- und Silbermedaille gewann. Bei Weltmeisterschaften auf der 50-Meter-Bahn erschwamm er einmal Gold und zweimal Silber, auf der 25-Meter-Bahn waren es dreimal Gold, einmal Silber und zweimal Bronze. Bei Panamerikanischen Spielen erhielt er einmal Gold und dreimal Silber. 

## Karriere
Tucker besuchte die Seminole High School und dann die Auburn University. Als Student nahm er 1995 an der Universiade in Fukuoka teil. Dort siegte er mit der 4-mal-100-Meter-Freistilstaffel. Eine zweite Goldmedaille erhielt er für seinen Vorlaufeinsatz in der 4-mal-200-Meter-Freistilstaffel.
1996 bei den Olympischen Spielen in Atlanta qualifizierte sich die 4-mal-100-Meter-Staffel der Vereinigten Staaten in der Besetzung David Fox, Scott Tucker, Brad Schumacher und Josh Davis mit der schnellsten Vorlaufzeit für das Finale. Im Endlauf schwammen Jon Olsen, Josh Davis, Brad Schumacher und Gary Hall junior drei Sekunden schneller als die Vorlaufstaffel und gewannen die Goldmedaille vor den Russen, den Deutschen und den Brasilianern. Diese vier Staffeln waren im Finale schneller als die US-Staffel im Vorlauf. Alle sechs eingesetzten Schwimmer der Vereinigten Staaten erhielten eine Goldmedaille. 1997 nahm Tucker an den Pan Pacific Championships teil. Dort belegte er den siebten Platz über 50 Meter Freistil und den sechsten Platz über 100 Meter Freistil. Mit der 4-mal-100-Meter-Freistilstaffel schwamm er zur Goldmedaille. Im Januar 1998 fanden in Perth die Schwimmweltmeisterschaften 1998 statt. Mit der 4-mal-200-Meter-Staffel belegte er im Vorlauf den zweiten Platz, die Staffel wurde im Finale ohne Tucker Vierte. Im Finale über 100 Meter Freistil wurde er Achter, wobei er der einzige US-Schwimmer im Finale war. Die 4-mal-100-Meter-Freistilstaffel in der Besetzung Scott Tucker, Neil Walker, Jon Olsen und Gary Hall junior erkämpfte die Goldmedaille vor den Australiern, wobei für Tucker und Walker im Vorlauf Brad Schumacher und Bryan Jones angetreten waren. In der 4-mal-100-Meter-Lagenstaffel schwammen im Vorlauf Neil Walker, Jeremy Linn, John Hargis und Scott Tucker. Im Finale wurden Lenny Krayzelburg, Kurt Grote, Neil Walker und Gary Hall junior Zweite hinter den Australiern. Auch die nur im Vorlauf eingesetzten Schwimmer erhielten eine Silbermedaille. Höhepunkt der Saison 1999 waren die Panamerikanischen Spiele in Winnipeg. Tucker siegte mit der 4-mal-200-Meter-Freistilstaffel und belegte sowohl mit der 4-mal-100-Meter-Freistilstaffel als auch mit der Lagenstaffel den zweiten Platz hinter den Brasilianern. Über 200 Meter Freistil erkämpfte Tucker Silber hinter Gustavo Borges aus Brasilien. Über 100 Meter Freistil wurde Tucker als schnellster Schwimmer aus den Vereinigten Staaten Vierter.
Im März 2000 gewann Scott Tucker bei den Kurzbahnweltmeisterschaften 2000 vier Medaillen. Er siegte mit der 4-mal-200-Meter-Freistilstaffel und mit der Lagenstaffel. Mit der 4-mal-100-Meter-Freistilstaffel wurde er Zweiter hinter den Schweden. Über 100 Meter Freistil erhielt Tucker die Bronzemedaille hinter den Schweden Lars Frölander und Stefan Nystrand. Bei den Olympischen Spielen in Sydney qualifizierte sich die 4-mal-100-Meter-Freistilstaffel mit Scott Tucker, Anthony Ervin, Jason Lezak und Josh Davis mit der schnellsten Zeit für das Finale. Im Endlauf schwammen Anthony Ervin, Neil Walker, Jason Lezak und Gary Hall junior anderthalb Sekunden schneller als die Vorlaufstaffel und schlugen als Zweite hinter den Australiern an. Auch bei seiner zweiten olympischen Medaille nahm Tucker also nicht am Finale teil. 2001 ging Tucker bei den Weltmeisterschaften in Fukuoka leer aus. Er erreichte zwar mit der 4-mal-100-Meter-Freistilstaffel und mit der Lagenstaffel das Finale, beide Staffeln wurden aber im Finale disqualifiziert. Im April 2002 fanden in Moskau die Kurzbahnweltmeisterschaften 2002 statt. Tucker gewann Gold mit der 4-mal-100-Meter-Freistilstaffel, Bronze mit der 4-mal-200-Meter-Freistilstaffel und belegte über 100 Meter Freistil den achten Platz. Bei den Pan Pacific Championships erkämpfte Tucker 2002 Silber mit der 4-mal-100-Meter-Freistilstaffel und belegte den fünften Platz über 100 Meter. 2003 bei den Weltmeisterschaften in Barcelona siegte die russische 4-mal-100-Meter-Freistilstaffel, dahinter schwammen Scott Tucker, Neil Walker, Ryan Wochomurka und Jason Lezak auf den zweiten Platz, im Vorlauf waren Randall Bal und Nate Dusing für Tucker und Lezak geschwommen. Tucker nahm auch am Wettbewerb über 100 Meter Freistil teil, schied aber im Halbfinale aus.
Nach seinem Studium schwamm Tucker für die Irvine Novaquatics. Er wurde später Trainer und produzierte mehrere Lehrvideos für Schwimmanfänger.